# Жільбер Буатер
Жільбер Буатер (фр. Gilbert Buatère; бл. 985 — 1 жовтня 1018) — один із перших норманнських авантюристів та шукачів пригод у Південній Італії. Він був старшим сином дрібного, але багатого сеньйора Карро (Carreaux), поблизу Авен-ан-Бре в регіоні Руана в Нормандії. Від Карро родина його сеньйорів, Дренго, отримала альтернативне ім'я де Кваррель.
У 1016 році його брат Осмонд (згідно з одними джерелами), або й сам Жільбер (згідно з іншими джерелами), вбив з помсти Вільгельма Репостеля, родича герцога Нормандії Річарда II, і хоча герцог помилував його життя, його вигнали з Нормандії. Осмонд і його чотири брати — сам Жільбер, Асклетин, Ральф і Райнульф — вирушили до Південної Італії, щоб допомогти Мелусу з Барі та князю Салернському Гваймару III, лангобардам, які повстали проти візантійського контролю. Після початкових успіхів, у 1018 році 250 нормандських лицарів під командуванням Жільбера билися проти візантійського полководця Василія Бойоана в Битві при Каннах, де зазнали серйозної поразки. Сам Жільбер разом з Осмондом загинув у бою: вижили лише десять лицарів, зокрема Райнульф Дренго.